# ロリー・ケネディ

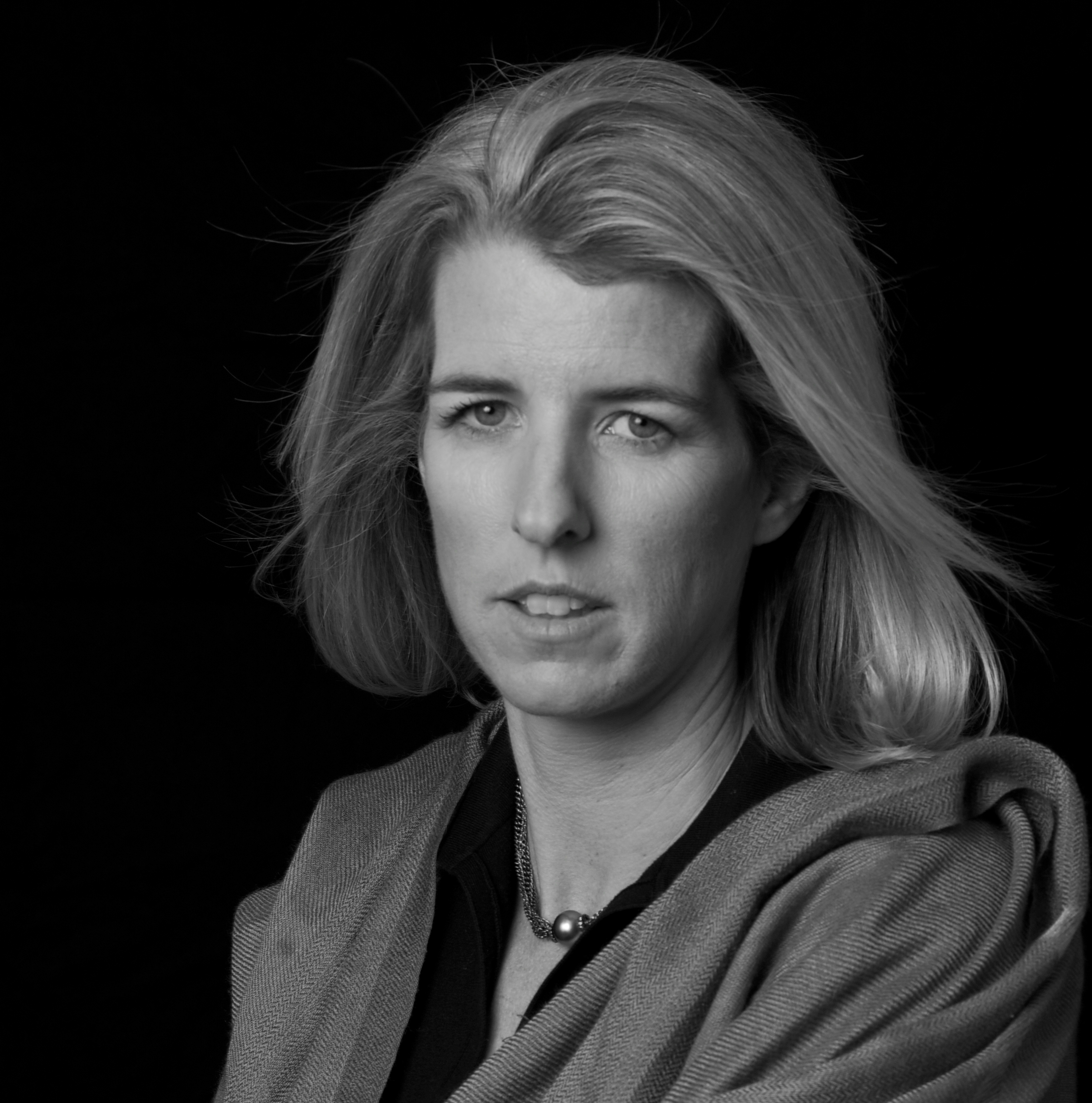
ロリー・ケネディ

ロリー・エリザベス・キャサリン・ケネディ（Rory Elizabeth Katherine Kennedy, 1968年12月12日 - ）は、第35代アメリカ合衆国大統領ジョン・F・ケネディの弟でケネディ政権の司法長官を務めたロバート・ケネディの娘。父が暗殺された後に末っ子（11人目、4女）として生まれた。母はエセル・ケネディである。ドキュメンタリー映画のプロデューサーを務めている。
1999年7月の結婚式に出席予定の従兄弟のジョン・フィッツジェラルド・ケネディ・ジュニアが飛行機事故死した。
現在3児の母。